# Gualo Rai
Gualo Rai – miasto na Marianach Północnych; na wyspie Saipan; według danych szacunkowych na rok 2009 liczy 2 691 mieszkańców. Ośrodek turystyczny, dziewiąte co do wielkości miasto kraju.